# Petergeist
Petergeist es el vigesimosexto episodio de la cuarta temporada de la serie Padre de familia emitido el 7 de mayo de 2006 a través de FOX. El episodio está escrito por Alec Sulkin junto a Wellesley Wild y dirigido por Sarah Frost. Como artistas invitados, prestan sus voces a sus respectivos personajes el cómico Carrot Top y el comentarista deportivo Bob Costas.
La trama del capítulo está ligeramente basada en la película de terror Poltergeist. Cuando Peter descubre una calavera india y la profana continuamente, su familia empieza a verse afectada por varios fenómenos paranormales.

## Argumento
Harto de que Joe pretenda superar a Peter en todo, decide construir una pantalla multicine en su jardín. Mientras cava descubre el cráneo de un nativoamericano enterrado en su propiedad, hallazgo que preocupa a Brian cuando Peter empieza a profanar la calavera de varias maneras (jugando con ella, para orinar, como protector genital, etc.)
No tarda pues en suceder fenómenos extraños que afecta a los Griffin: Stewie habla a la tele cuando hace lluvia estática, los muebles se mueven y Chris es atacado por un árbol hasta que es rescatado por el viejo Herbert. No obstante, Lois se mantiene escéptica hasta que un poltergeist succiona a Stewie y desaparece dentro del armario. Para intentar traerlo de vuelta, recurren a un medium, el cual les comenta que el bebé ha entrado en el más allá a través del armario y que la salida es el culo de Meg. Tras horas de espera, Lois decide entrar por sí sola y rescatar a Stewie con éxito, pero enfadando a los espíritus que se hacen con el control de la casa forzando a los Griffin a huir (aunque se dejan a Meg atrás). Por su parte, Peter decide deshacerse del cráneo tirándolo a la basura. 
Sin un lugar al que ir, tratan de buscar la manera de recuperar la casa volviendo a enterrar la calavera donde estaba, pero al deshacerse Peter del objeto, buscan en el vertedero donde un empleado les comenta que Carrot Top suele recoger varios objetos para sus espectáculos, por lo que deciden ir hasta su mansión y recuperarla. Tras una persecución por la casa, Peter se hace con la calavera y tras enterrarla la vida vuelve a la normalidad, sin embargo, Lois saca la televisión al creer que es la fuente de todos los problemas sucedidos hasta que Peter la vuelve a meter y saca en su lugar a Meg.

## Producción
Este es el tercer episodio escrito por Sulkin y Wild después de Petarded y PTV, y dirigido por Sarah Frost, la cual contó con la ayuda de los directores de supervisión Peter Shin y Pete Michels. Por otro lado, Patrick Meighan, John Viener y Cherry Chevapravatdumrong trabajaron como editores del borrador y Mark Hentemann y Tom Devanney de productores consultivos. Seth MacFarlane, David A. Goodman y Chris Sheridan se hicieron cargo de la producción ejecutiva y Steve Callaghan, Alec Sulkin, Wellesley Wild, Alex Borstein junto a Mike Henry como productores.
A diferencia de otros episodios, la orquestación de este episodio estuvo compuesta por cincuentaycinco músicos siendo la orquesta más numerosa en aquel entonces. El compositor Ron Jones estuvo meses estudiando y recreando la BSO de la película Poltergeist tras conseguir los derechos al pagar 400 dólares.
Aparte del reparto habitual de la serie, el episodio contó con la colaboración del actor cómico Carrot Top y el comentarista deportivo Bob Costas (este último aparece en una escena eliminada).